# Steinbruch Bredelar
Der Steinbruch Bredelar befindet sich am westlichen Ortsrand von Bredelar, Marsberg, Hochsauerlandkreis. Der Steinbruch Schafbruch ist aufgelassen. In ihm haben sich Gehölze angesiedelt. Aufgeschlossen ist Kieselschiefer aus dem Unterkarbon. Er bildet einen wesentlichen Teil der Flanken der Täler von Hoppecke und Diemel zwischen Messinghausen und Marsberg. Wegen der Artenvielfalt ist er ein geschützter Landschaftsbestandteil.